# Sebastian Everding
Sebastian Everding (ur. 11 stycznia 1983 w Dortmundzie) – niemiecki polityk i przedsiębiorca, deputowany do Parlamentu Europejskiego X kadencji.

## Życiorys
Po ukończeniu szkoły średniej odbył służbę wojskową oraz szkolenie w zawodach elektronika i ekonomisty. Ukończył studia licencjackie z zarządzania i marketingu, podjął studia magisterskie z psychologii w biznesie. Prowadził własną działalność gospodarczą jako właściciel sklepu, następnie w branży zrównoważonego rozwoju (m.in. jako twórca automatów z nasionami roślin zapylanych przez dzikie pszczoły). Zajmował się także ogrodnictwem ekologicznym. Opublikował kilka książek o tematyce biznesowej i ekologicznej, był wyróżniany za wprowadzony przez siebie automat.
W 2020 zaangażował się w działalność polityczną w ramach Die Tierschutzpartei, kandydując w wyborach lokalnych w Dortmundzie. W 2022 został współprzewodniczącym ugrupowania w Nadrenii Północnej-Westfalii. Otrzymał pierwsze miejsce na liście partyjnej w wyborach europejskich w 2024. W wyniku głosowania z czerwca tegoż roku został wybrany do Europarlamentu X kadencji.